# Qarah Qūrtān
Qarah Qūrtān (persiska: قَرِه قورقان, قَرا قورخان, قَراقُرقان, غَرَ غُّرخَن, قَرَه قورقان, قَرِه قُرقان, قره قورتان, Qareh Qūrqān) är en ort i Iran.   Den ligger i provinsen Qazvin, i den nordvästra delen av landet, 190 km väster om huvudstaden Teheran. Qarah Qūrtān ligger 1 776 meter över havet och antalet invånare är 117.
Terrängen runt Qarah Qūrtān är kuperad.Runt Qarah Qūrtān är det ganska tätbefolkat, med 108 invånare per kvadratkilometer. Närmaste större samhälle är Ābgarm, 8,7 km söder om Qarah Qūrtān. Trakten runt Qarah Qūrtān består i huvudsak av gräsmarker.